# 田嶋栄次郎

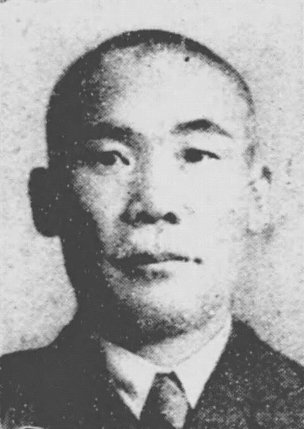
田嶋栄次郎

田嶋 栄次郎（たじま えいじろう、1883年〈明治16年〉5月20日 - 1952年〈昭和27年〉5月11日）は、日本の陸軍軍人。階級は陸軍中将。衆議院議員。

## 経歴
愛知県渥美郡高豊村（現在の豊橋市）出身。1905年（明治38年）、陸軍士官学校を卒業。その後、陸軍大学校を卒業し、第六高等学校勤務、歩兵第41連隊長、麻布連隊区司令官、第5師団司令部附、歩兵第33旅団長を歴任した。1938年（昭和13年）、陸軍中将に昇進し、下関要塞司令官を務めた。1939年（昭和14年）、予備役に編入。
1942年（昭和17年）、第21回衆議院議員総選挙に出馬し、翼賛政治体制協議会の推薦を受け当選を果たした。そのため、1946年（昭和21年）に公職追放となった。

## 栄典
勲章等
- 1939年（昭和14年）4月13日  - 勲二等瑞宝章[4]
- 1940年（昭和15年）8月15日 - 紀元二千六百年祝典記念章[5]